# Àlex Batllori Olmos
Àlex Batllori Olmos (Sabadell, 21 d'octubre de 1991) és un actor català. La seva carrera cinematogràfica va començar en L'orquestra de les estrelles, de 2003. Ha participat en 2008 a No em demanis que et faci un petó perquè te'l faré i en I et speil i en gåte. Aquest any també va formar part del repartiment de la pel·lícula El juego del ahorcado.
La seva actuació més significativa va ser en REC 2, l'any 2009. En 2010, a més d'integrar-se entre els actors de Física o Química, ha rodat la pel·lícula La mosquitera.
Dos curtmetratges completen la trajectòria d'Àlex Batllori: 75 metros, dirigit per Daniel Castro en 2009 i Destination: Ireland, dirigit per Carlos Alfayate l'any 2008.
També ha participat a Osos Rojos amb Marc Soto dirigida per Eder García.
En 2013 torna a la televisió interpretant al fill del personatge d'Alexandra Jiménez en la sèrie Familia i en 2014 estrena en dues pel·lícules de caràcter molt diferent: la reeixida comèdia juvenil Perdona si te llamo amor, basada en el best seller de Federico Moccia, i l'original Stella cadente de Lluís Miñarro. Per la seva interpretació d'un criat d'Amadeu de Savoia en aquest últim film és candidat als Premis Gaudí, nominació que comparteix amb actors de la talla d'Eduard Fernández, Francesc Garrido i Sergi López.

## Filmografia

### Pel·lícules
| Any  | Títol                                              | Personatge     | Director                     | Notes            |
| ---- | -------------------------------------------------- | -------------- | ---------------------------- | ---------------- |
| 2023 | Parapents (Curtmetratge)                           | Biel           | Carlos R. Haro               | Protagonista     |
| 2017 | Los del túnel                                      | Rafi           | Pepón Montero                | Secundari        |
| 2015 | La cueva sagrada (Curtmetratge)                    | Ángel          | Aleix Massot                 | Protagonista     |
| 2014 | Perdona si te llamo amor                           | Jorge          | Joaquín Llamas               | Secundari        |
| 2014 | Stella cadente                                     | Joven criado   | Luis Miñarro                 | Secundari        |
| 2014 | REC 4                                              | Uri            | Jaume Balagueró              | Invitat Especial |
| 2013 | Sangre joven (Teaser)                              | David          | Denise Castro                | Protagonista     |
| 2013 | Nunca he estado en Poughkeepsie (LittleSecretFilm) | Dick Tremaine  | Ángel Sala                   | Protagonista     |
| 2013 | Los inocentes                                      | Cristian       | Alumnes de l'ESCAC           | Protagonista     |
| 2012 | Agua! (Curtmetratge)                               | Alex           | Mikel Rueda                  | Protagonista     |
| 2010 | La mosquitera                                      | Sergi          | Agustí Vila                  | Secundari        |
| 2009 | REC 2                                              | Uri            | Jaume Balagueró i Paco Plaza | Secundari        |
| 2009 | 75 metros (Curtmetratge)                           | Soldado        | Daniel Castro                | Protagonista     |
| 2008 | I et speil i en gåte                               | Sebastian      | Jesper W. Nielsen            | Co-protagonista  |
| 2008 | No em demanis que et faci un petó perquè te'l faré | Albert 15 anys | Albert Espinosa              | Repartiment      |
| 2008 | El juego del ahorcado                              | Jugador 1      | Manuel Gómez Pereira         | Repartiment      |
| 2008 | Destination: Ireland (Curtmetratge)                | David          | Carlos Alfayate              | Protagonista     |
| 2003 | La orquestra de les estrelles (telefilm)           | Bernat         | Eduard Cortés                | Repartiment      |

### Sèries de televisió
| Any       | Títol                            | Personatge      | Cadena    | Notes       |
| --------- | -------------------------------- | --------------- | --------- | ----------- |
| 2015-¿?   | Yo voy al instituto              | Albert Espinosa | FOX TV    | 40 episodis |
| 2013      | Familia: Manual de supervivencia | Jacobo Oquendo  | Telecinco | 7 episodis  |
| 2010-2011 | Física o química                 | Álvaro          | Antena 3  | 30 episodis |